# Brunfelsia clandestina
Brunfelsia clandestina är en potatisväxtart som beskrevs av T. Plowman. Brunfelsia clandestina ingår i släktet Brunfelsia och familjen potatisväxter. Inga underarter finns listade i Catalogue of Life.